# Brechmorhoga
Brechmorhoga is een geslacht van libellen (Odonata) uit de familie van de korenbouten (Libellulidae).

## Soorten
Brechmorhoga omvat 16 soorten:
- Brechmorhoga archboldi (Donnelly, 1970)
- Brechmorhoga diplosema Ris, 1913
- Brechmorhoga flavoannulata Lacroix, 1920
- Brechmorhoga flavopunctata (Martin, 1897)
- Brechmorhoga innupta Rácenis, 1954
- Brechmorhoga latialata González, 1999
- Brechmorhoga mendax (Hagen, 1861)
- Brechmorhoga neblinae De Marmels, 1989
- Brechmorhoga nubecula (Rambur, 1842)
- Brechmorhoga pertinax (Hagen, 1861)
- Brechmorhoga praecox (Hagen, 1861)
- Brechmorhoga praedatrix Calvert, 1909
- Brechmorhoga rapax Calvert, 1898
- Brechmorhoga tepeaca Calvert, 1908
- Brechmorhoga travassosi Santos, 1946
- Brechmorhoga vivax Calvert, 1906